# Rheinvorland nördlich der Ossenberger Schleuse
Das Rheinvorland nördlich der Ossenberger Schleuse ist ein rund 57 Hektar umfassendes Naturschutzgebiet im Rheinberger Ortsteil Ossenberg am Niederrhein. Der östliche Bereich des Naturschutzgebiets ist auch als FFH-Gebiet DE-4405-302 NSG Rheinvorland nördlich der Ossenberger Schleuse, nur Teilfläche ausgewiesen, wodurch dieser Bereich Teil des europäischen Schutzgebietsnetzes Natura 2000 ist.
Das Rheinvorland nördlich der Ossenberger Schleuse besteht aus einem Stillgewässer und Weichholzauen mit umgebendem, extensiv genutztem Weideland. Das Gewässer und seine Umgebung bilden die Grundlage für die im Gebiet vorkommenden Amphibien, insbesondere für die vom Aussterben bedrohten und in der Fauna-Flora-Habitat-Richtlinie erfassten Knoblauchkröten und Kammmolche.
Der dauerhafte Erhalt und die langfristige Weiterentwicklung der Weichholzauen stehen im Zentrum der Schutzbemühungen. Darüber hinaus bieten die vorhandenen Gewässer im Hinblick auf die Herpetofauna weitere Entwicklungsmöglichkeiten.